# Farlowella henriquei
Farlowella henriquei är en fiskart som beskrevs av Miranda Ribeiro, 1918. Farlowella henriquei ingår i släktet Farlowella och familjen Loricariidae. Inga underarter finns listade i Catalogue of Life.